# Saint-Hélier (Côte-d'Or)
Pour la capitale de Jersey, voir Saint-Hélier.
Pour l’article ayant un titre homophone, voir Saint-Hellier pour la commune française de Seine-Maritime.
Saint-Hélier est une commune française située dans le département de la Côte-d'Or, en région Bourgogne-Franche-Comté.

## Géographie

### Climat
Pour des articles plus généraux, voir Climat de la Bourgogne-Franche-Comté et Climat de la Côte-d'Or.
En 2010, le climat de la commune est de type climat des marges montargnardes, selon une étude du Centre national de la recherche scientifique s'appuyant sur une série de données couvrant la période 1971-2000. En 2020, Météo-France publie une typologie des climats de la France métropolitaine dans laquelle la commune est exposée à un climat océanique altéré et est dans une zone de transition entre les régions climatiques « Lorraine, plateau de Langres, Morvan » et « Bourgogne, vallée de la Saône ». 
Pour la période 1971-2000, la température annuelle moyenne est de 9,8 °C, avec une amplitude thermique annuelle de 16,8 °C. Le cumul annuel moyen de précipitations est de 886 mm, avec 12,6 jours de précipitations en janvier et 8,1 jours en juillet. Pour la période 1991-2020, la température moyenne annuelle observée sur la station météorologique de Météo-France la plus proche, « Saint-Martin-du-M », sur la commune de Saint-Martin-du-Mont à 10 km à vol d'oiseau, est de 9,9 °C et le cumul annuel moyen de précipitations est de 938,1 mm,. Pour l'avenir, les paramètres climatiques de la commune estimés pour 2050 selon différents scénarios d'émission de gaz à effet de serre sont consultables sur un site dédié publié par Météo-France en novembre 2022.

## Urbanisme

### Typologie
Au 1er janvier 2024, Saint-Hélier est catégorisée commune rurale à habitat très dispersé, selon la nouvelle grille communale de densité à 7 niveaux définie par l'Insee en 2022.
Elle est située hors unité urbaine. Par ailleurs la commune fait partie de l'aire d'attraction de Dijon, dont elle est une commune de la couronne,. Cette aire, qui regroupe 333 communes, est catégorisée dans les aires de 200 000 à moins de 700 000 habitants,.

### Occupation des sols
L'occupation des sols de la commune, telle qu'elle ressort de la base de données européenne d’occupation biophysique des sols Corine Land Cover (CLC), est marquée par l'importance des territoires agricoles (64,9 % en 2018), une proportion identique à celle de 1990 (64,9 %). La répartition détaillée en 2018 est la suivante : forêts (35,1 %), prairies (32,2 %), zones agricoles hétérogènes (18,8 %), terres arables (13,9 %). L'évolution de l’occupation des sols de la commune et de ses infrastructures peut être observée sur les différentes représentations cartographiques du territoire : la carte de Cassini (XVIIIe siècle), la carte d'état-major (1820-1866) et les cartes ou photos aériennes de l'IGN pour la période actuelle (1950 à aujourd'hui).

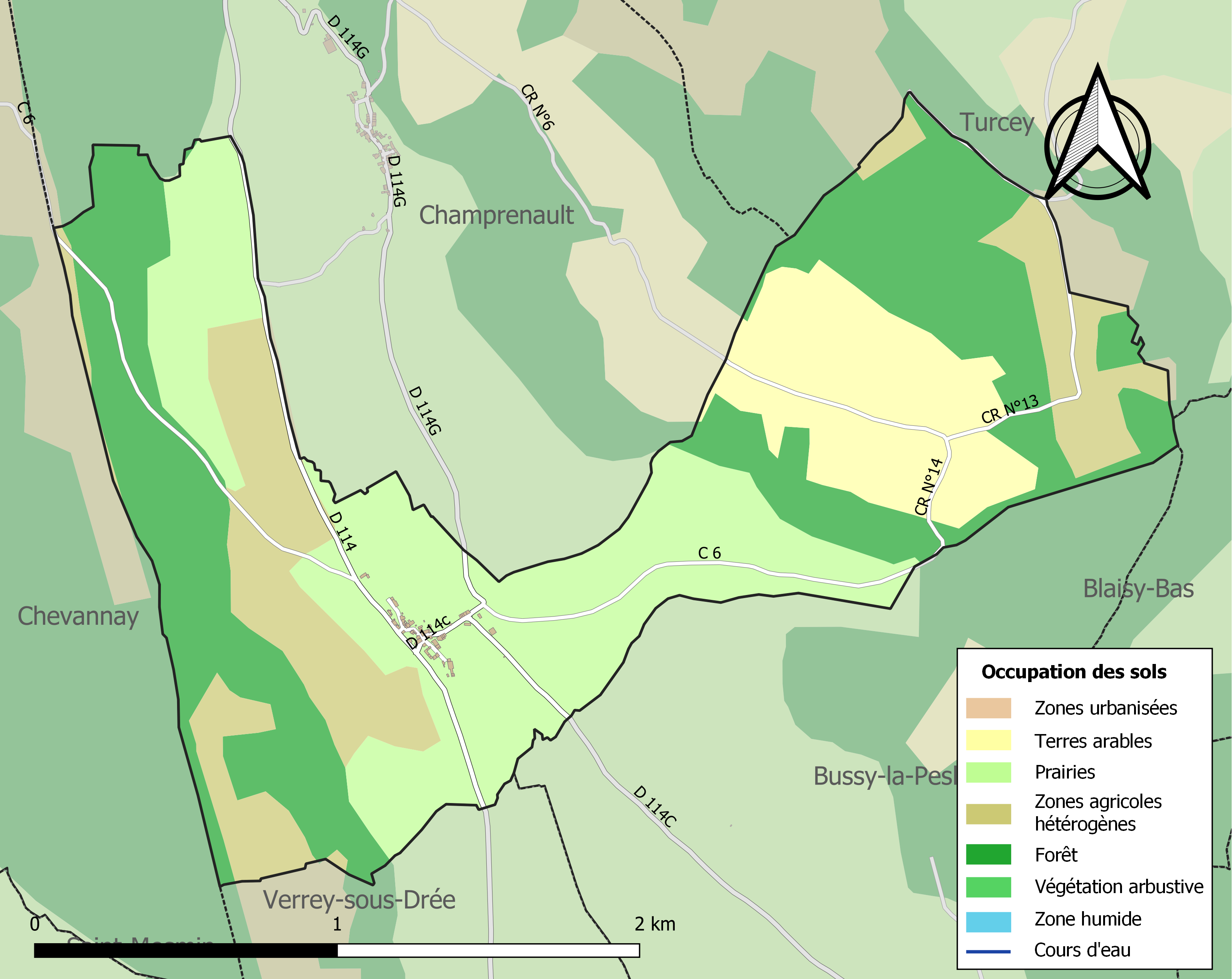
Carte des infrastructures et de l'occupation des sols de la commune en 2018 (CLC).

## Histoire
Appelée autrefois Santus Hylarius, la paroisse puis la commune ne porte pas le nom de saint Hélier de Jersey mais celui de saint Hilaire de Poitiers, Père de l'Église dont les écrits étaient familiers aux moines du prieuré de Saint-Seine.
Au cours de la période révolutionnaire de la Convention nationale (1792-1795), la commune a porté le nom de Val-d'Oze.

## Politique et administration
| Période                                  | Période      | Identité          | Étiquette | Qualité        |
| ---------------------------------------- | ------------ | ----------------- | --------- | -------------- |
| vers 1970                                |              | Jean Massenot     |           |                |
| 1977                                     | octobre 2001 | Gabriel Didier    |           |                |
| octobre 2001                             | en cours     | Geneviève Bréchat | SE        | Responsable RH |
| Les données manquantes sont à compléter. |              |                   |           |                |

## Démographie
L'évolution du nombre d'habitants est connue à travers les recensements de la population effectués dans la commune depuis 1793. Pour les communes de moins de 10 000 habitants, une enquête de recensement portant sur toute la population est réalisée tous les cinq ans, les populations de référence des années intermédiaires étant quant à elles estimées par interpolation ou extrapolation. Pour la commune, le premier recensement exhaustif entrant dans le cadre du nouveau dispositif a été réalisé en 2007.

En 2022, la commune comptait 36 habitants, en évolution de −2,7 % par rapport à 2016 (Côte-d'Or : +0,82 %, France hors Mayotte : +2,11 %).
| 1793 | 1800 | 1806 | 1821 | 1836 | 1841 | 1846 | 1851 | 1856 |
| ---- | ---- | ---- | ---- | ---- | ---- | ---- | ---- | ---- |
| 122  | 117  | 130  | 169  | 151  | 148  | 128  | 129  | 120  |

| 1861 | 1866 | 1872 | 1876 | 1881 | 1886 | 1891 | 1896 | 1901 |
| ---- | ---- | ---- | ---- | ---- | ---- | ---- | ---- | ---- |
| 118  | 103  | 87   | 88   | 74   | 69   | 64   | 86   | 78   |

| 1906 | 1911 | 1921 | 1926 | 1931 | 1936 | 1946 | 1954 | 1962 |
| ---- | ---- | ---- | ---- | ---- | ---- | ---- | ---- | ---- |
| 75   | 65   | 66   | 48   | 62   | 57   | 58   | 37   | 36   |

| 1968 | 1975 | 1982 | 1990 | 1999 | 2006 | 2007 | 2012 | 2017 |
| ---- | ---- | ---- | ---- | ---- | ---- | ---- | ---- | ---- |
| 33   | 29   | 26   | 27   | 25   | 37   | 39   | 43   | 35   |

| 2022 | - | - | - | - | - | - | - | - |
| ---- | - | - | - | - | - | - | - | - |
| 36   | - | - | - | - | - | - | - | - |

## Culture locale et patrimoine

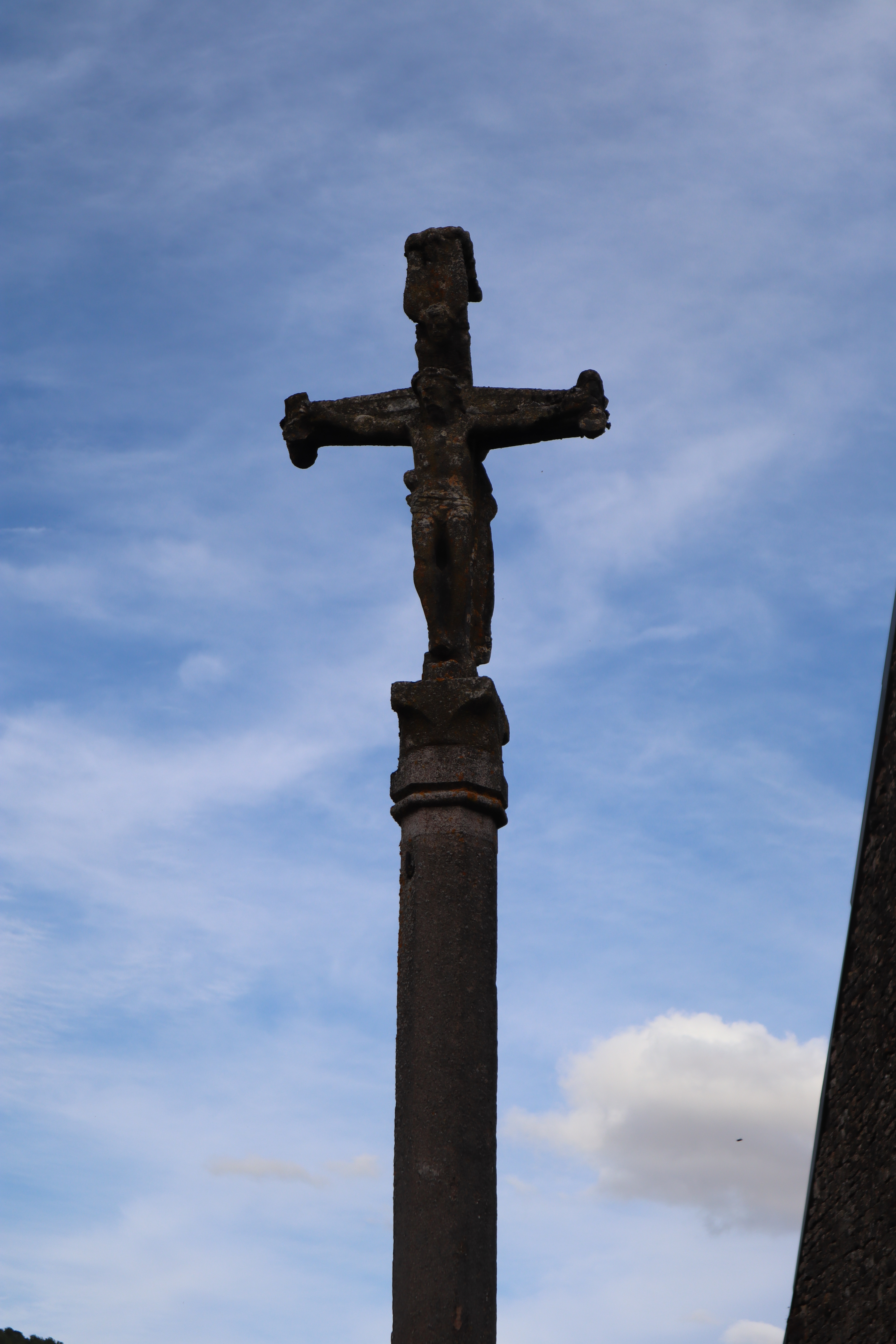
Croix de cimetière de Saint-Hélier.

### Lieux et monuments
- L'église paroissiale Saint-Barthélemy, inscrite monument historique[17].
- La croix de cimetière, inscrite monument historique[18].

## Héraldique
| Blason de Saint-Hélier | Blason  | Tiercé en pairle renversé: au 1 de sinople à une vache paissant d'argent, le pis de carnation; au 2 de gueules à un crosseron d'or; au 3 d'argent à trois fasces ondées d'azur et à une grenouille de sinople brochant sur les fasces. |
| Blason de Saint-Hélier | Détails | Sur site Internet de la commune, 2025 Auteur(s)J.-F. Binon |